# Crisis (canción)
«Crisis» es una canción interpretada por el grupo español Dinarama y por la cantante Alaska, incluida en su álbum debut Canciones profanas. La compañía discográfica Hispavox, filial de EMI Music, la publicó en 1983 como sencillo debut. Fue compuesta por Carlos Berlanga, Nacho Canut y Marcos Mantero, componentes del grupo y producida por Ángel Altolaguirre.

## Antecedentes
En 1982, Alaska y los Pegamoides alcanzaron gran éxito con el sencillo «Bailando», pero Carlos Berlanga dejó la banda por tensiones internas y el giro hacia un estilo más oscuro. Berlanga formó Dinarama, a la que se unió Nacho Canut, mientras Alaska colaboraba. Tras ser llamado al servicio militar, Alaska asumió el liderazgo del grupo, y comenzaron a grabar su primer álbum, con una mezcla de sonidos disco y tintes oscuros.

## Lanzamiento
En mayo de 1983, Hispavox decidió lanzar dos maxisencillos de doce pulgadas, el primero incluyó una versión extendida de «Crisis», junto a las canciones «No hay» y «Señora Kleenex». El segundo incluyó de nuevo la versión extendida, junto a las canciones «Kali» y «Deja de bailar». Posteriormente, «Crisis» sería editado también como sencillo en formato de siete pulgadas, junto a la canción «No hay» en la cara B.

## Lista de canciones y formatos
| Sencillo de 7" |          |          |  |
| N.º            | Título   | Duración |  |
| 1.             | «Crisis» | 3:30     |  |
| 2.             | «No hay» | 3:06     |  |

| Maxisencillo de 12" |                          |          |  |
| N.º                 | Título                   | Duración |  |
| 1.                  | «Crisis» (versión larga) | 5:01     |  |
| 2.                  | «No hay»                 | 3:06     |  |
| 3.                  | «Señora Kleenex»         | 1:31     |  |

| Maxisencillo de 12" |                          |          |  |
| N.º                 | Título                   | Duración |  |
| 1.                  | «Crisis» (versión larga) | 5:01     |  |
| 2.                  | «Deja de bailar»         | 3:10     |  |
| 3.                  | «Kali»                   | 4:11     |  |